# Tadżura wa-an-Nawahi al-Arba
Tadżura wa-an-Nawahi al-Arba (arab. تاجوراء والنواحي الأربع, Tājūrā‘ wa-al-Nawāhhī al-Arba‘) – gmina w Libii ze stolicą w mieście Tadżura. 
Liczba mieszkańców – b/d.
Kod gminy – LY-TN (ISO 3166-2).
Tadżura wa-an-Nawahi al-Arba graniczy z gmianami:
- Al-Marakib – południowy wschód
- Tarhuna wa-Masalata – południe
- Trypolis – zachód